# Aeropuerto Internacional de Sibiu

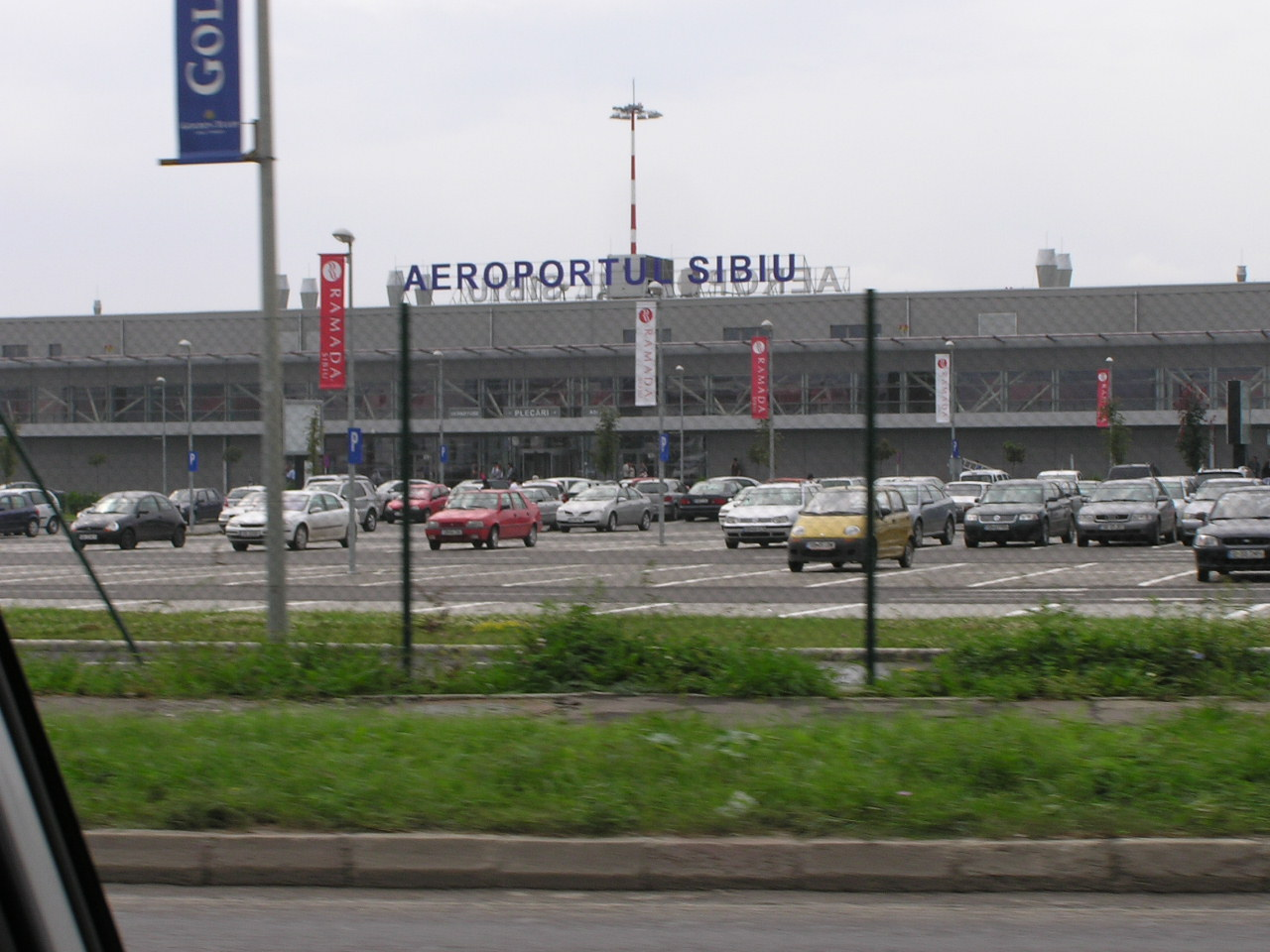
Aeropuerto Internacional de Sibiu.

El Aeropuerto Internacional de Sibiu o Aeroportul Internațional Sibiu (IATA: SBZ, OACI: LRSB) atiende a la ciudad histórica de Sibiu; ubicado al sur de Transilvania. Está situado a tres kilómetros de la ciudad y a unos 260 km al noroeste de la capital de Rumanía, Bucarest. Entre 2006 y 2008, el aeropuerto fue sometido a la mayor rehabilitación de su historia, con un coste de 77 millones de euros para una nueva terminal y una adecuación de pista.

## Datos de tráfico
El aeropuerto internacional de Sibiu atendió a 222.827 pasajeros en 2013, lo que representa un 7% de incremento con respecto al año precedente.

## Aerolíneas y destinos

### Aerolíneas regulares
| Aerolíneas        | Destinos                                                             |
| ----------------- | -------------------------------------------------------------------- |
| Austrian Airlines | Viena                                                                |
| Lufthansa         | Múnich                                                               |
| Sky Express       | Chárter estacional: Heraclión                                        |
| Wizz Air          | Dortmund, Karlsruhe/Baden-Baden, Londres–Luton, Memmingen, Núremberg |

| Aerolíneas    | Destinos       |
| ------------- | -------------- |
| Air Bucharest | Antalya, Rodas |